# Лена Богданович
Лена Богданович (*29 грудня 1974, Новий Сад, СФРЮ) — сербська акторка.

## Вибіркова фільмографія
- Белград 011 (2003)
- Вигляд з Ейфелевої вежі (2005)